# تیل (هلند)
تیل (به هلندی: Tiel) یک منطقهٔ مسکونی در هلند است که در خلدرلاند واقع شده‌است. تیل ۷ متر بالاتر از سطح دریا واقع شده‌است.

## نگارخانه

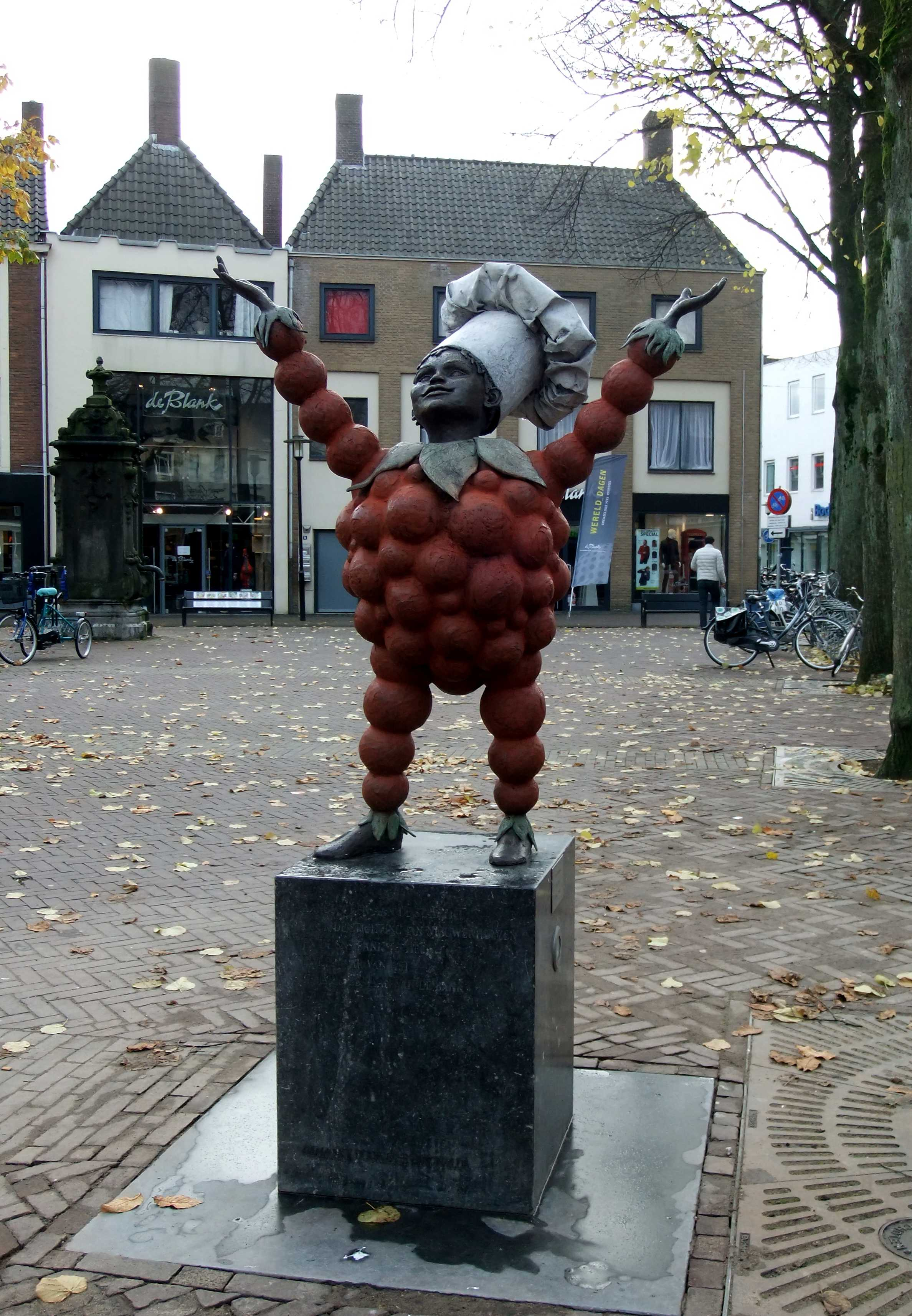
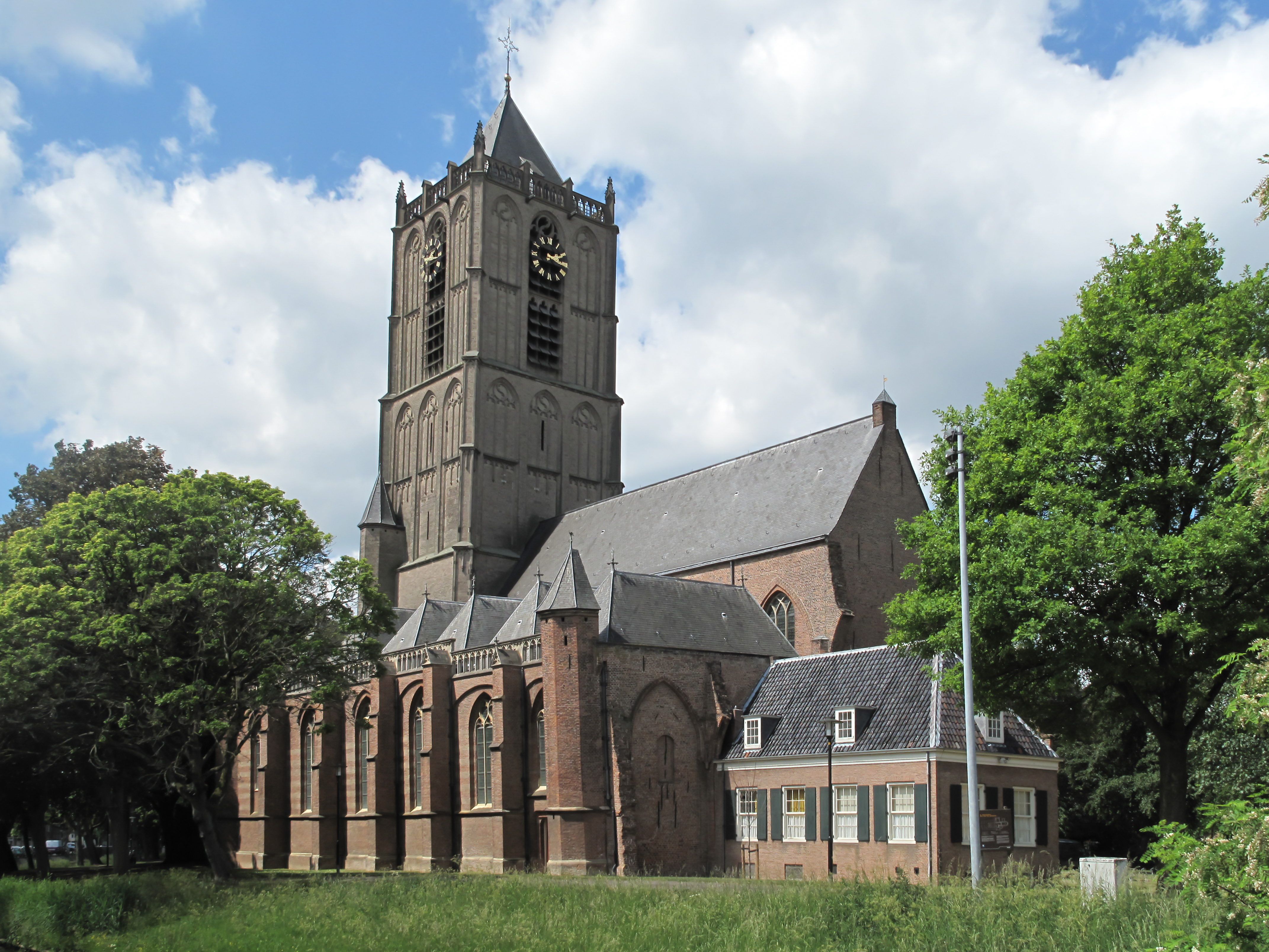
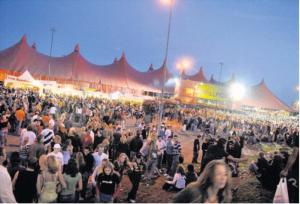
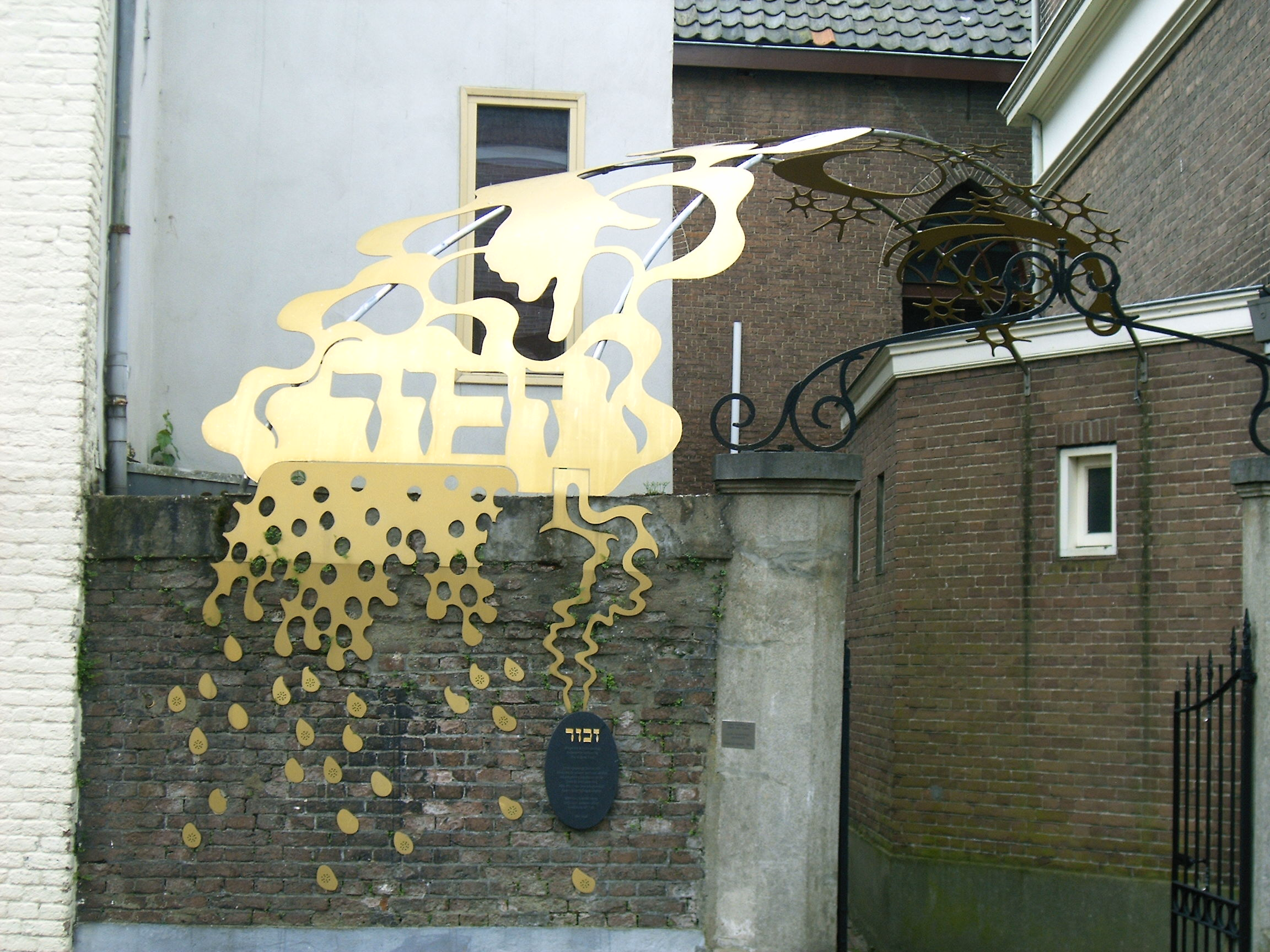